# سلطانية (غناباد)
سلطانية (بالفارسية: سلطانیه) هي قرية تقع في قسم بسكلوت الريفي في إيران.